# 結城光
結城 光（ゆうき ひかる、10月11日 - ）は、日本の女性元声優。大阪府出身。以前はキャトルステラ、BloomZ所属に所属していた。

## 略歴
2016年10月よりキャトルステラ預かり、2017年4月より準所属。同年9月末にキャトルステラを退所し、同年10月21日に新規開設されたBloomZの準所属となった。2021年11月15日より正所属に昇格。
2024年1月1日、自身のSNSにてBloomZの退所を発表。

## 人物
趣味は、絵を描くこと、カフェ巡り。特技は、関西弁、ピアノ。

## 出演
太字はメインキャラクター。

### テレビアニメ
2013年
- ステラ女学院高等科C3部（女子高生）

2018年
- 奴隷区 The Animation（渋谷サチ）

2020年
- ID:INVADED イド:インヴェイデッド（2020年）

2021年
- 恋と呼ぶには気持ち悪い（女教師）

2022年
- 終末のハーレム（看護師、体育教師）

### Webアニメ
- 恐竜少女ガウ子（2019年、金ピカママ、池の女神）
- キャップ革命 ボトルマン（2020年、ジャッジーナ・モモ[8]）

### ゲーム
2016年
- あやかしスリンガーズ（カミサカ・サヤ、エミ・サンダース）
- ウチの姫さまがいちばんカワイイ（天塚姫イザナミ）

2017年
- ガルフト！（真田朋子）
- 三国志炎舞〜王様の物語〜（孔融、蒋欽、鮑三娘）
- ソラヒメ ACE VIRGIN -銀翼の戦闘姫-（Su-27、Su-33、MS.406、He 219 ウーフー）
- デスティニーチャイルド（バフォメット）

2018年
- 三国覇王戦記〜乱世の系譜〜（王元姫）
- Q&Qアンサーズ（太陽）

2019年
- 三十六計M（黄月英）
- PS4「イースⅨ-Monstrum NOX-」（マーク）
- 妖怪正伝〜もののけ山海経〜（小青、酔い太鼓、猫ババア、猫女、汎用）

2020年
- エースアーチャー（青鷺火、かぐや姫）
- PS4「英雄伝説 創の軌跡」（ボリセ）
- エースヴァージン：再出撃（Su-27、Su-33）
- 天姫契約～ファイナルプリンセス～（黒音）

2021年
- ひめがみ神楽（夜刀神、小豆洗い）

### 吹き替え

#### 映画・ドラマ
2019年
- スコーピオンキング5（タラ)
- デジャヴ（ウジンの母)
- ディリリとパリの時間旅行（マリー・キュリー）
- 36リミット（エミリー)
- ラン・アウェイ 香港脱出（珊-ｼｬﾝ-おばさん）

2020年
- 真心が届く〜僕とスターのオフィス・ラブ!?〜（依頼人女、他）
- カンテク〜運命の愛〜（チョ・ヨンジ）

#### アニメ
- トイズ&ペット〜みんなで未来へ大冒険〜（2020年、カエル司会者、他）

### 舞台
- 集団NOPLAN第4回公演「家族百景」
- 集団NOPLAN第5回公演「Bright Star〜asterisk〜」
- 黒薔薇少女地獄 Vol.3「私はここにいる」
- 「マジカルペンシル・マジビジョ」

### その他コンテンツ
- 福島さくら遊学舎 春の文化祭（司会）
- ニコニコ生放送「アイドルさんとアニメちゃんに会える国」
- ニコニコ生放送「金曜夜の赤坂アニメバラエティー」
- 三国覇王戦記〜乱世の系譜〜　公式キャスター